# Hirai Tarō
Hirai Tarō (jap. 平井 太郎; * 17. Juli 1905 in der Präfektur Kagawa; † 4. Dezember 1973) war ein japanischer Politiker.
Hirai war für die Liberale Partei und die Liberaldemokratische Partei (LDP) von 1950 bis zu seinem Tode Abgeordneter im Sangiin, dem Oberhaus. Von 1958 bis 1962 war er Vizepräsident der Kammer. Von 1956 bis 1957 war er unter den Premierministern Ishibashi und Kishi Postminister.
Hirais Schwiegersohn Takushi (Arbeitsminister, LDP-Abgeordneter) und sein Enkel Takuya (LDP-Abgeordneter) wurden ebenfalls Politiker.
| Personendaten    | Personendaten         |
| ---------------- | --------------------- |
| NAME             | Hirai, Tarō           |
| ALTERNATIVNAMEN  | 平井太郎 (japanisch)  |
| KURZBESCHREIBUNG | japanischer Politiker |
| GEBURTSDATUM     | 17. Juli 1905         |
| GEBURTSORT       | Präfektur Kagawa      |
| STERBEDATUM      | 4. Dezember 1973      |